# الجبهة الديمقراطية للسلام والمساواة

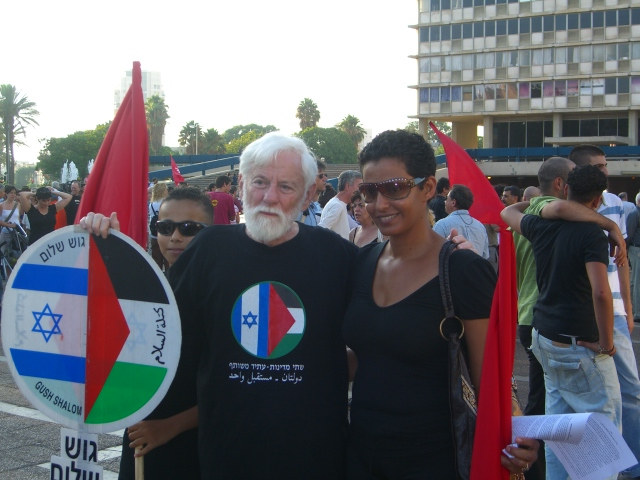
مظاهرة للجبهة الديموقراطية للسلام والمساواة ضد حرب لبنان 2006

الجبهة الديموقراطية للسلام والمساواة وتختصر أحيانا الجبهة (بالعبرية: החזית הדמוקרטית לשלום ולשוויון وتختصر חד"ש) هو تحالف سياسي يساري عربي - يهودي في إسرائيل، يتكون من الحزب الشيوعي الإسرائيلي وجهات يسارية أخرى.
لديها حاليا 4 أعضاء برلمان في الكنيست ضمن القائمة المشتركة.

## الخلفية
تأسس الحزب رسميا على المستوى القطري عشية الانتخابات التشريعية الإسرائيلية 1977 حين تحالف راكح مع جهات يسارية أخرى من ضمنها حركة الفهود السود الإسرائيلية ضمن قائمة مشتركة حملت اسم الجبهة الديموقراطية للسلام والمساواة.
إلا أن البداية تعود إلى عدد من الفروع المحلية السابقة لذلك كانت أبرزها جبهة الناصرة الديموقراطية التي تأسست في مدينة الناصرة عام 1974، وقد شمل هذا التحالف أربع جهات: الحزب الشيوعي فرع الناصرة، رابطة الجامعيين ومعلمي المدارس الثانوية، لجنة التجار والحرفيين وأصحاب المصالح الخاصة، لجنة الطلاب الجامعيين أبناء الناصرة. وشاركت جبهة الناصرة الديموقراطية بالانتخابات البلدية في مدينة الناصرة لأول مرة عام 1975 وحصلت على أغلبية المقاعد (11 مقعد من أصل 17)، وفاز توفيق زياد مرشحها للرئاسة برئاسة البلدية.

## الأيديولوجية السياسية
الجبهة حركة يسارية تؤيد حقوق العمال والعدالة الاجتماعية. تشدد على التعاون العربي - اليهودي وكان قادتها من أول من أعلنوا تأييدهم لحل الدولتين. غالبية مصوتيها هم من المواطنون العرب العلمانيون كما أنها تحصل على ما بين 6,000–10,000 صوتا من مصوتين يهود ينتمون إلى اليسار الراديكالي.
تؤيد الجبهة إخلاء جميع المستوطنات الإسرائيلية، والانسحاب الإسرائيلي الكامل من جميع الأراضي المحتلة عام 1967، وإقامة دولة فلسطينية في الضفة الغربية وغزة. كما أنها تدعم حق العودة أو التعويض للاجئين الفلسطينيين.
تعرف الجبهة نفسها على أنها حزب غير صهيوني، تماشيا مع التقليد الماركسي المعارض للتوجهات القومية. وتدعو إلى الاعتراف بالعرب الفلسطينيين الذين يحملون الجنسية الإسرائيلية أقلية قومية. رغم جذورها الماركسية-لينينية يرى البعض أن برنامجها يحوي بعض عناصر القومية العربية.
أيد الحزب الشيوعي اتفاقية أوسلو وغيرها الكثير من الاتفاقيات مع إسرائيل كونه حزب يهودي عربي وقد برز الحزب الشيوعي الإسرائيلي أيضاً خلال معارضته لمشروع برافر الذي عارضته جميع الاحزاب العربية كالتجمع الوطني الديموقراطي والحركة الإسلامية بشقيها وحتى بعض احزاب المعارضة اليهودية.

### برنامج الحزب
كان برنامج الجبهة تاريخيا يحوي تسع بنود أساسية ولذا سمي «برنامج النقاط التسع» شكل الحد الأدنى المتفق عليه لكل مركباتها. لكنه في انتخابات عام 2013 حوى 12 بندا:
1. سلام إسرائيلي-فلسطيني وإسرائيلي-عربي عادل شامل وثابت
2. اقتصاد لصالح العاملين
3. خطة للمساكن الشعبية
4. خدمات صحية هامة متساوية وبمستوى عال
5. جهاز تعليمي متساو
6. خدمات رفاه وثقافة ورياضة متطورة
7. الدفاع عن الحيز الديموقراطي
8. المساواة القومية للعرب في إسرائيل
9. مساواة المرأة في كل المجالات
10. الدفاع عن قضايا سكان أحياء الفقر وبلدات التطوير
11. الدفاع عن البيئة
12. تصفية الأسلحة للإبادة الجماعية